# Calculator
Calculator ist der lateinische Ausdruck für einen Rechenmeister oder auch Mathematiker. Der Begriff ist abgeleitet von Calculus (lat.: Stein, den man zum Rechnen nahm). Der calculator nahm gegenüber dem litterator (Schreiblehrer) in der römischen Elementarschule einen höheren Rang ein und sollte auch besser bezahlt werden.
Im römischen Reich war der Calculator ein Sklave, später auch ein Freigelassener oder Freigeborener, der für seinen Herrn die Abrechnungen (Buchhaltung) führte. Zugleich war er oft der Rechenlehrer für dessen Kinder.
In der frühen Neuzeit war es eine Bezeichnung für den Rechnungsbeamten oder Rechnungsrevisor eines Unternehmers oder Unternehmens.